# Caenotropus mestomorgmatos
Caenotropus mestomorgmatos är en fiskart som beskrevs av Vari, Castro och Raredon, 1995. Caenotropus mestomorgmatos ingår i släktet Caenotropus och familjen Chilodontidae. Inga underarter finns listade.